# Wilhelm Morgner

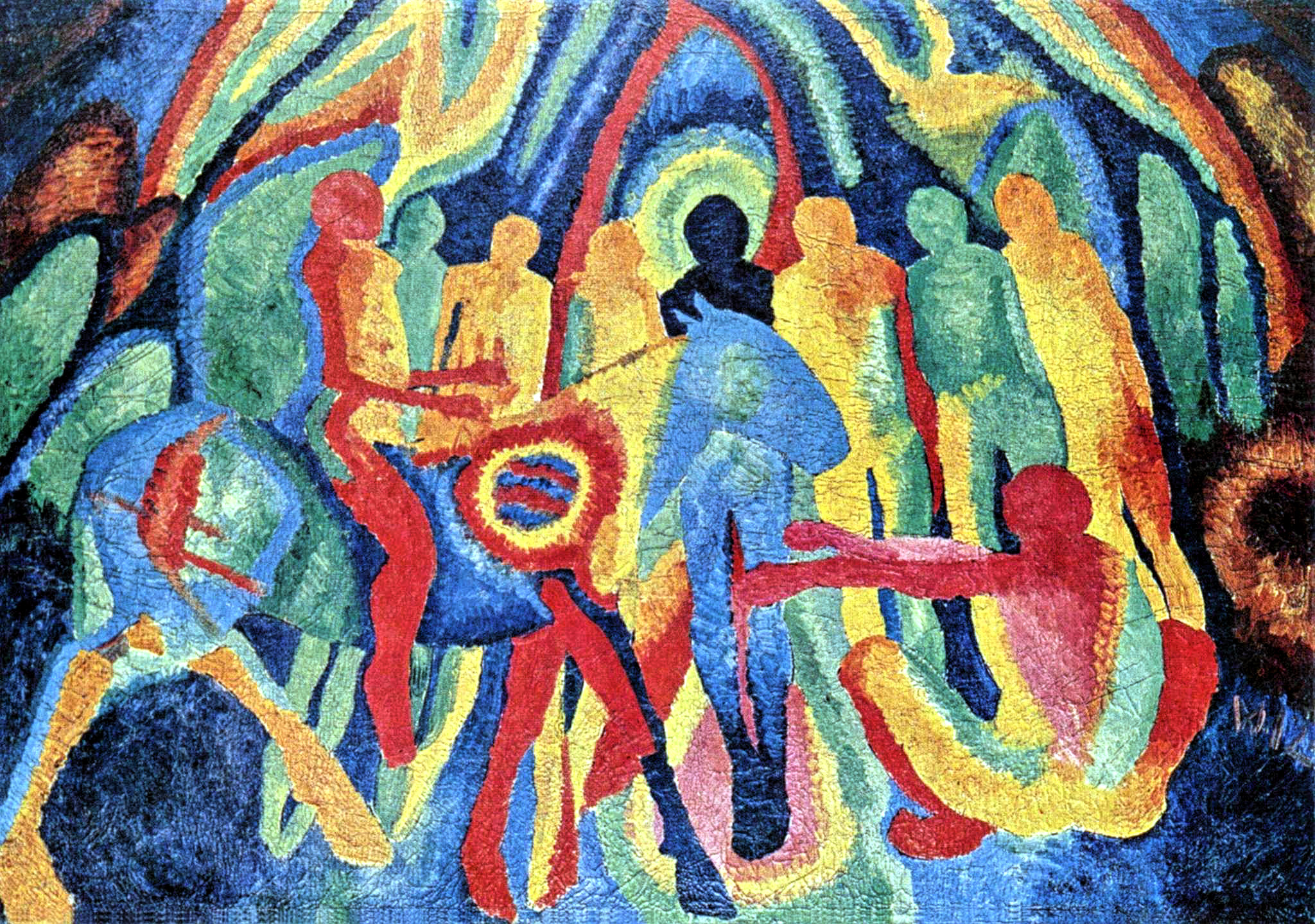
Entrada de Cristo em Jerusalém (1912), de Wilhelm Morgner, Museum am Ostwall, Dortmund.

Wilhelm Morgner (Soest, 27 de janeiro de 1891—Langemark, 16 de agosto de 1917) foi um pintor expressionista alemão.
Aluno de Georg Tappert, pintor vinculado à colônia de Worpswede, por cujo paisagismo lírico foi influído em primeiro lugar, evoluiu mais tarde para um estilo mais pessoal e expressivo, influenciado pelo cubismo órfico, onde ganham importância as linhas de cor, com pinceladas pontilhistas que se justapõem formando algo parecido com um tapete. Ao ressaltar a cor e a linha abandonou a profundidade, em composições planas nas quais os objetos se situam em paralelo, e as figuras costumam ficar de perfil.
Desde 1912 ganhou importância na sua obra a temática religiosa, em composições quase abstratas, com linhas simples traçadas com a cor.
Morreu na Primeira Guerra Mundial.